# Nether Stowey
Nether Stowey is een civil parish in het bestuurlijke gebied Sedgemoor, in het Engelse graafschap Somerset met 1373 inwoners.